# ألبرت غورلاي
ألبرت غورلاي (بالإنجليزية: Albert Gourlay)‏ هو لاعب كرة قدم أسترالية أسترالي، ولد في 31 يوليو 1881 في ساوث ملبورن في أستراليا، وتوفي في 1 نوفمبر 1918 في والتون أون تيمز ‏ في المملكة المتحدة.

## وصلات خارجية
- ألبرت غورلاي على موقع AustralianFootball.com (الإنجليزية)
- ألبرت غورلاي على موقع AFLtables.com (الإنجليزية)